# Renée Adorée
Renée Adorée (Lilla, 30 de setembre de 1898 – Tujunga (Califòrnia) 5 d'octubre de 1933) va ser una actriu francesa que va actuar en moltes pel·lícules de Hollywood en l'època del cinema mut. El seu rol més recordat és el de Melisande a la pel·lícula La gran desfilada.

## Biografia
Nascuda amb el nom de Jeanne Renée de la Fonte, va néixer a Lilla en el si d'una família d'artistes de circ amb antecedents espanyols. La seva germana Mira també va arribar a actuar en el cinema. Va treballar en el circ per tot Europa muntant a cavall i, ja adolescent, va iniciar la seva carrera com a ballarina. Va actuar al Folies Bergère i amb la seva companyia va viatjar a diferents països d'Europa com França, Anglaterra i Austràlia, on ja havia rodat una pel·lícula (“£500 Reward”). En aquell temps va canviar el seu nom prenent el de Renée Adorée. A inicis de 1919 arribava a Nova York on va ser contractada per al musical de vodevil “Oh, Uncle” que es va estrenar a Washington, D.C. el març d'aquell any, per després fer una gira pel país. Al juliol es va reanomenar “Oh, What a Girl!” estrenant-se al Shubert Theatre de Nova York. Més tard va participar en el musical “The Dancer” també produït per Shubert.
El gener de 1920 va començar a treballar en el món del cinema apareixent en la pel·lícula “The Strongest” dirigida per Raoul Walsh. Va interpretar alguns papers secundaris fins que el 1922 va tenir un altre paper protagonista a “Honor First” signant poc després un contracte amb Louis B. Mayer. Després de la seva interpretació a “The Eternal Struggle” (1923) ja va ser considerada una estrella de Hollywood. El 1921, durant el rodatge de “Made in Heaven” va conèixer Tom Moore i es van casar a Beverly Hills poc després (el 12 de febrer de 1921). El matrimoni va acabar en divorci el 1926 i poc després, el juny de 1927, Adorée es va tornar a casar, ara amb William Sherman Gill.
Abans, el 1925 va interpretar el paper de Melisande en la pel·lícula La gran desfilada, amb John Gilbert, que va constituir un dels majors èxits de la Metro i el seu paper més memorable. Va protagonitzar també algunes pel·lícules tres pel·lícules més amb John Gilbert i altres també amb Lon Chaney, amb el seu ex-cunyat Owen Moore i amb l'actor de moda del moment, Ramón Novarro.

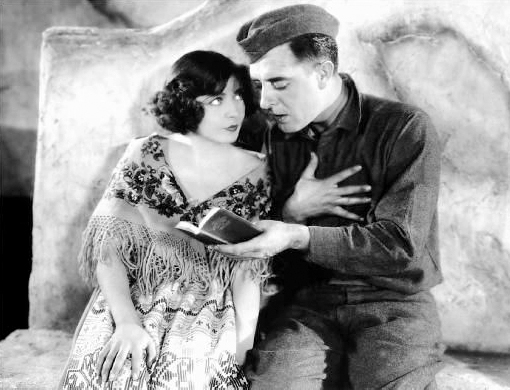
Renée Adorée i John Gilbert a La gran desfilada

Molts dels seus papers eren de noia estrangera, francesa, mexicana russa o gitana, amb un fort caràcter. Amb l'arribada del cinema sonor va ser una de les estrelles afortunades que la seva veu satisfeia les necessitats de la indústria cinematogràfica, ja que el seu fort accent francès va ajudar-la a que li assignessin aquests mateixos papers. Tot i això, només participaria en quatre pel·lícules sonores. Aquell any els metges li van diagnosticar tuberculosi i ja només va viure uns quants anys més. Estant ja molt malalta, i contra l'opinió del seu metge, Adorée va decidir acabar la seva última pel·lícula “Call of the Flesh” amb Ramón Novarro. Després de rodar la darrera escena, va ser traslladada de pressa a un sanatori de Prescott, Arizona, on va romandre durant dos anys per recuperar la seva salut. L'abril de 1933, va deixar el sanatori creient que s'havia recuperat prou per reprendre la seva carrera al cinema. Tot i això, la seva salut es va debilitar ràpidament. Va ser traslladada de la seva modesta casa als turons de Tujunga a la zona balnearia de Sunland al setembre de 1933 on va morir allí el 5 d'octubre de 1933.

## Filmografia
- “£500 Reward (1918)
- The Strongest (1920)
- Made in Heaven (1921)
- A Self-Made Man (1922)
- West of Chicago (1922)
- Monte Cristo (1922)
- Honor First (1922)
- Daydreams (1922)
- Mixed Faces (1922)
- The Six-Fifty (1923)
- The Eternal Struggle (1923)
- Women Who Give (1924)
- The Bandolero (1924)
- The Defying Law (1924)
- A Man's Mate (1924)
- La gran desfilada (1925)
- Excuse Me (1925)
- Exchange of Wives (1925)
- Man and Maid (1925)
- Parisian Nights (1925)
- La Bohème (1926)
- The Blackbird (1926)
- Blarney (1926)
- The Exquisite Sinner (1926)
- The Flaming Forest (1926)
- Tin Gods (1926)
- Back to God's Country (1927)
- Mr. Wu (1927)
- The Show (1927)
- Heaven on Earth (1927)
- On Ze Boulevard (1927)
- The Cossacks (1928)
- A Certain Young Man (1928)
- Forbidden Hours (1928)
- The Mating Call (1928)
- The Michigan Kid (1928)
- Show People (1928)
- The Spieler (1928)
- The Pagan (1929)
- Tide of Empire (1929)
- The Hollywood Revue of 1929 (1929)
- Redemption (1930)
- Call of the Flesh (1930)